# Vimpeli
Phần Lan.
Vị trí ở tỉnh Tây Phần Lan trong vùng Nam Ostrobothnia. Đô thị này có dân số 3.403 (2003) và diện tích 327,40 km² trong đó có 39,11 km² là diện tích mặt nước. Mật độ dân số là 11,8 người trên mỗi km².
Dân đô thị này chỉ sử dụng tiếng Phần Lan